# ألبيرت بروكس
ألبيرت بروكس (بالإنجليزية: Albert Brooks)‏ مواليد 22 يوليو 1947 في بيفرلي هيلز، الولايات المتحدة، هو ممثل ومخرج وكاتب سيناريو أمريكي بدأ مسيرته الفنية عام 1969.

## وصلات خارجية
- ألبيرت بروكس على موقع IMDb (الإنجليزية)
- ألبيرت بروكس على موقع الموسوعة البريطانية (الإنجليزية)
- ألبيرت بروكس على موقع روتن توميتوز (الإنجليزية)
- ألبيرت بروكس على موقع ألو سيني (الفرنسية)
- ألبيرت بروكس على موقع ميوزك برينز (الإنجليزية)
- ألبيرت بروكس على موقع تيرنر كلاسيك موفيز (الإنجليزية)
- ألبيرت بروكس على موقع أول موفي (الإنجليزية)
- ألبيرت بروكس على موقع بوكس أوفيس موجو (الإنجليزية)
- ألبيرت بروكس على موقع قاعدة بيانات الأفلام السويدية (السويدية)
- ألبيرت بروكس على موقع إن إن دي بي (الإنجليزية)